# 上海游泳館
上海游泳館是中華人民共和國上海市徐匯區一個游泳館，占地10.6公頃，总建筑面积47800平方米，內有比赛馆、练习馆、运动员宿會、食堂等建築。其中比赛馆直径114米，最高点为33.6米，建筑面积31016平方米，可用於跳水、游泳比赛。
上海游泳館於1983年建成。两届全运会、首届东亚运动会、世界杯的游泳跳水赛曾在上海游泳館舉辦。2002年，上海游泳馆开始对外开放。2023年4月2日，改造後的上海游泳館重新對外開放。